# グレート・グリーン・ウォール

植林計画の範囲

グレート・グリーン・ウォール（Great Green Wall）は、アフリカ大陸でサハラ砂漠の拡大を防止するために、大陸の東西方向に整備されている樹林帯。もしくはそのプロジェクト。

## 概要
20世紀後半、サヘル地域の諸国はしばしば干ばつに襲われ国土が疲弊。さらに乾燥帯の拡大に伴い、砂漠が南部に拡大する可能性が生じた。2007年、アフリカ連合の主導によって、アフリカ西岸のセネガルから東へモーリタニア、ブルキナファソ、マリ共和国、ナイジェリア、ニジェール、チャド、スーダン、エチオピア、エリトリア、ジブチの沿岸部までの約7000kmを樹林帯でつなぐグレート・グリーン・ウォールプロジェクトが開始。大規模な植林活動が始まった。
2017年までの10年間の活動で、グリーン・ウォールの約15%の植林が進み、サヘル地域の約400万ヘクタールの土地が回復した。その一方で住民に土地の管理能力が低い故に、新しく植林された80%の木が数ヶ月のうちに枯れてしまうとの報告もあるなど、一進一退を繰り返しながら前進している。